# Ormiscodes amphinome
Ormiscodes amphinome is een vlinder uit de familie nachtpauwogen (Saturniidae), onderfamilie Hemileucinae.
De wetenschappelijke naam van de soort is voor het eerst geldig gepubliceerd door Fabricius in 1775.